# Bogdan Popović
Bogdan Popović (Beograd, 20. decembar 1863/1. januar 1864 — Beograd, 7. novembar 1944) bio je srpski književni kritičar, esejista, univerzitetski profesor i akademik.

## Biografija
Rođen je 1864. godine u Beogradu. Pošto je završio studije na Velikoj školi u rodnom gradu i pariskom Filozofskom fakultetu, 1893. godine postao je profesor Visoke škole koju je završio, da bi 1905. sa prerastanjem Velike škole u univerzitet i postao i univerzitetski profesor. Predavao je francuski jezik, opštu istoriju, uporednu književnost, teoriju književnosti i estetiku. Tokom 1914. godine postao je i redovni član Srpske akademije nauka i umetnosti (ili 1921.). Njegov brat je akademik Pavle Popović, a deda po majci Stefan Marković.
Književnošću počinje da se bavi rano, već sa dvadeset godina. Ipak, najbitnije što je uradio je pokretanje najznačajnijeg i svakako najbolje uređenog časopisa - Srpskog književnog glasnika koji je počeo da izlazi početkom prošlog veka. Tokom prvih 14 godina izlaženja ovaj časopis je i kod pisaca i kod običnih čitalaca pojačao izvesne predstave o književnim uzorima prema najopštijim, ali jedinstvenim merilima.
Bogdan Popović pokrenuo je i stvaranje PEN kluba, Društva za žive jezike i književnost, Colllegium musicum, Društva prijatelja Francuske. U svom kritičarskom delu pisao je relativno malo o srpskim književnicima, mada je smatran najbitnijim književnim kritičarem. Njegov odnos prema srpskoj književnosti najvidljiviji je u „Antologiji novije srpske lirike“ koja je izašla prvo u Zagrebu, 1911. godine, a zatim i u Beogradu, 1912. godine. Antologiju odlikuju dobar predgovor, strog izbor pesama i njihov raspored. U ovom delu našle su se pesme stvaralaca od Branka Radičevića do Jovana Dučića. Ipak, antologiji se zamera to što u nju nisu uvršćeni neki od najznačajnijih pesnika tog doba. Najpoznatiji primer je, sigurno, Vladislav Petković Dis.
Poznat je i kao prva ljubav Drage Mašin. Često su se sastajali u Klubu književnika, gde je Draga često navraćala. Međutim, želje Draginih roditelja odvešće je daleko od Popovića.
Popović je preminuo 1944. godine.
Bavio se i likovnom kritikom. Od 1922. u „Politici” se redovno javljao člancima iz oblasti književne i, u manjoj meri, likovne kritike, kao i esejističkim napisima. Negovao je pozitivističku kritiku, zastupajući ideale „otmenosti i pretanjenosti ukusa”, kao i mišljenje da je estetska vrednost umetničkog dela važnija od njegove socijalno-etičke funkcije. S principijelno utvrđenih i u osnovi tradicionalnih estetičkih i kritičarskih pozicija, kao „naučni sudija”, u to vreme i svojevrsna književna institucija, smatran je prvosveštenikom i „ajatolahom” srpske književnosti (P. Palavestra).
O ličnosti Bogdana Popovića, njegovom karakteru i stavovima prema književnosti, umetnosti i životu uopšte, naročito je obimno i pažljivo pisao Branko Lazarević, u eseju "Bogdan Popović".

## Spoljašnje veze
- Bogdan Popović: Антологија новије српске лирике на Антологији српске књижевности ( формат)